# Soraya Esfandiary Bakhtiary

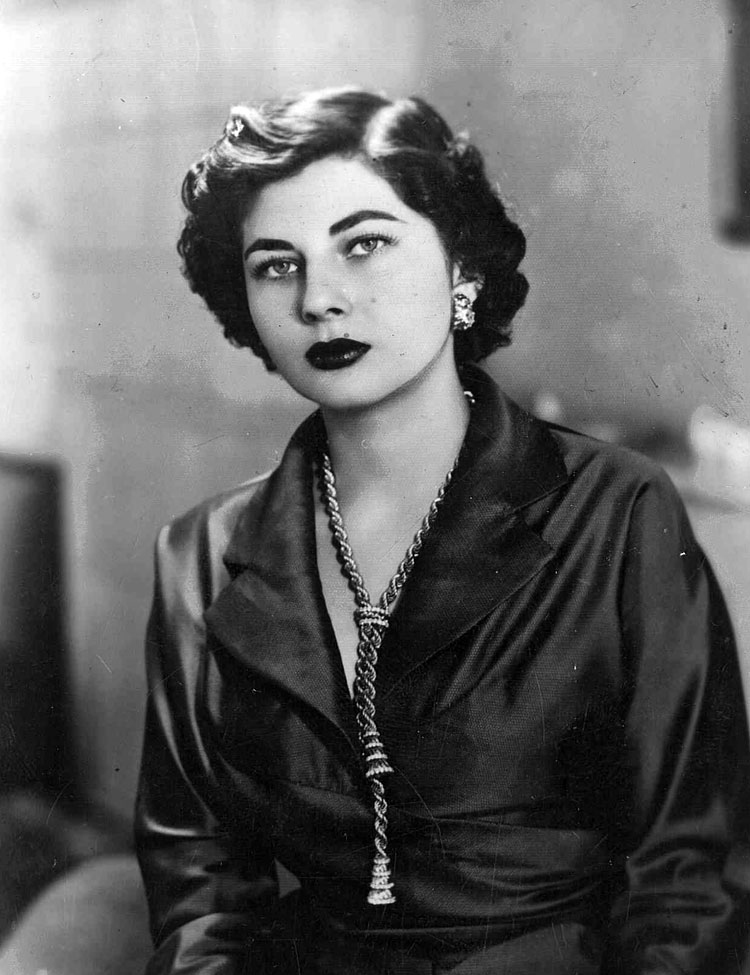
Soraya, 1953

Soraya Esfandiary-Bakhtiary, auch Soraya Esfandiari-Bachtiari (persisch ثریا اسفندیاری بختیاری [soɾæjjɑ ɛsfændijɑɾi jɛ bæχtijɑɾi]; * 22. Juni 1932 in Isfahan, Iran (Persien); † 25. Oktober 2001 in Paris), war von 1951 bis 1958 die Kaiserin von Persien durch die Ehe mit Schah Mohammad Reza Pahlavi von Persien (seit 1935 Iran).

## Leben

### Bis zur Heirat
Soraya entstammte väterlicherseits einer der vornehmsten persischen Familien. Ihr Vater, Fürst Khalil Esfandiary Bakhtiary (1901–1983), stammte in gerader Linie von der mächtigen Stammesfürstenfamilie der Bachtiaren-Nomaden ab und war von 1951 bis 1961 Kaiserlich-Iranischer Botschafter in Deutschland. Ihre Mutter war die Berlinerin Eva Karl (1906–1994), eine in Moskau geborene Verkäuferin, deren Großvater das russische Waffenwesen reorganisiert hatte. Sorayas Eltern hatten sich während Fürst Khalil Esfandiary Bakhtiarys Studium in Berlin kennengelernt.
Soraya hatte einen Bruder, Bijan Prinz Esfandiary Bakhtiary (1937–2001).
Soraya wuchs in Berlin und Isfahan auf, besuchte Schweizer Internate in Montreux und Lausanne und das Internat Saint James in London. Sie sprach fließend Deutsch, Englisch, Französisch und Persisch.

### Ehe mit Mohammad Reza Pahlavi und Scheidung
Am 12. Februar 1951 heiratete Soraya im Golestanpalast von Teheran Schah Mohammad Reza Pahlavi, den letzten Schah des heutigen Iran. Soraya wurden der Titel „Prinzessin“ und die Anrede „Kaiserliche Hoheit“ verliehen. Während der Ehe mit Schah Mohammad Reza Pahlavi führte sie den Namen Soraya Pahlavi. Anlässlich eines Besuches des Schahs und seiner Gattin in Deutschland wurde sie mit der „Sonderstufe des Großkreuzes“ des Verdienstordens der Bundesrepublik Deutschland ausgezeichnet. Am 24. Februar 1955 besuchten der Schah Mohammad Reza Pahlavi und Soraya Hamburg und trugen sich dort in das Goldene Buch der Stadt ein.
Da die Ehe nicht den erhofften Thronerben hervorbrachte, wurde sie am 6. April 1958 aus Gründen der Staatsräson geschieden. Soraya hatte den Iran bereits im Februar 1958 verlassen und war zunächst zu ihren Eltern nach Köln gezogen. Die Scheidung inspirierte die belgische Schriftstellerin Françoise Mallet-Joris, ein Lied zu schreiben (Je veux pleurer comme Soraya – Ich möchte wie Soraya weinen). Es wurde gesungen von Marie-Paule Belle.
Als Kaiserin war sie oft Thema der Regenbogenpresse, die sie die „Deutsche auf dem Pfauenthron“ nannte. Dies ist jedoch unzutreffend, da die Krönung nicht auf dem (verschollenen) Pfauenthron, sondern auf dem Nader-Thron stattfand und die Pahlavi-Schahs ansonsten einen schlichten, achämenidischen Vorbildern nachempfundenen Thron nutzten. Auch ihre Scheidung wurde von diesen Blättern mit großem Interesse verfolgt. Für ein ihr 1961 unterstelltes erfundenes Interview erhielt sie 1973 nach dem Soraya-Urteil 15.000 Mark Schadensersatz.

### Leben nach der Scheidung

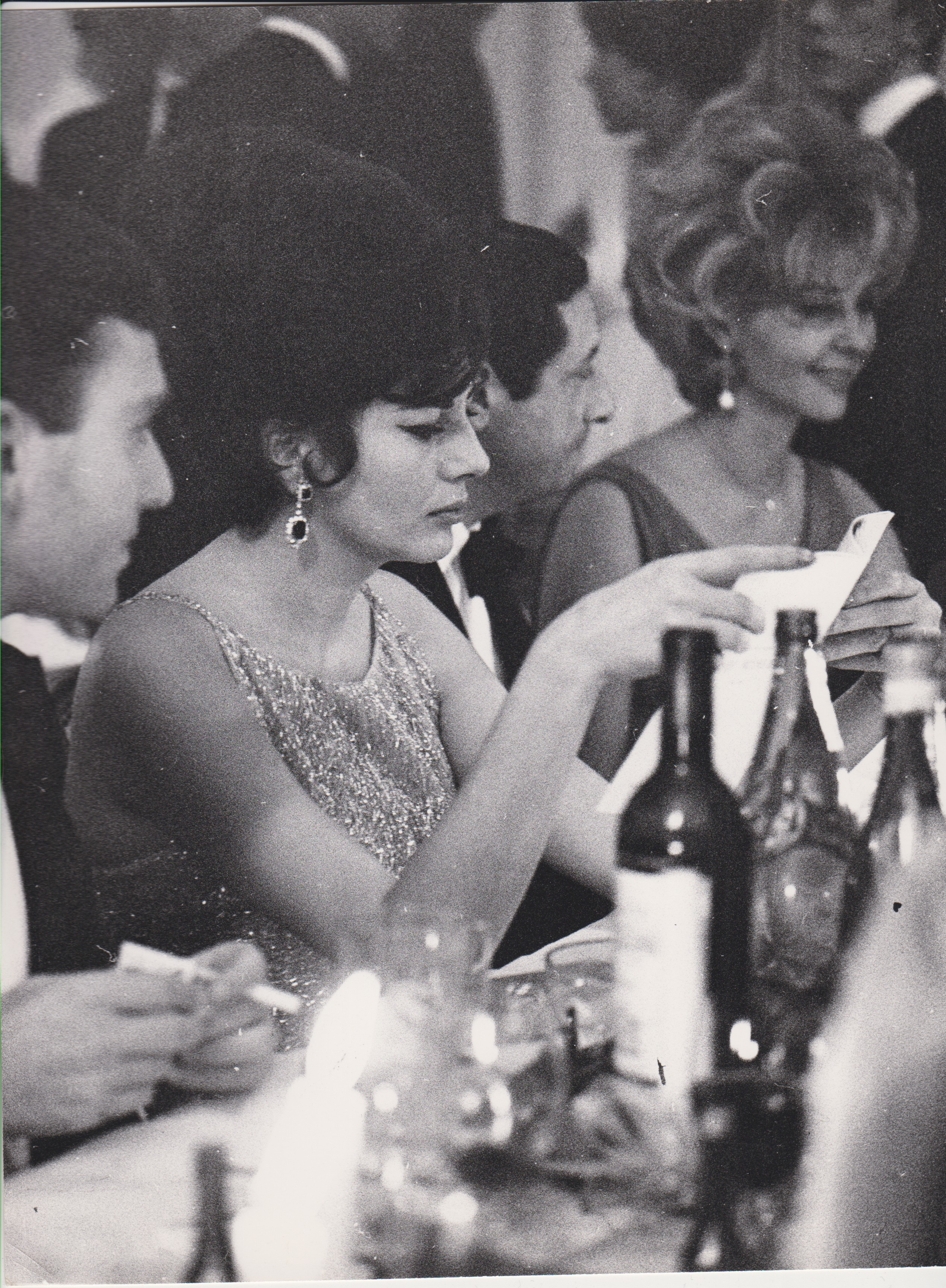
Soraya (1962)

Soraya war mit dem Regisseur Maximilian Schell und dem Industrieerben Gunter Sachs liiert und lebte auch kurzzeitig in München. Zu dieser Zeit besuchte sie oft das Hotel Vier Jahreszeiten, das sie an ihren Staatsbesuch in Deutschland im März 1955 erinnerte.
Später ging Soraya nach Frankreich und begann eine Karriere als Filmschauspielerin. Zuerst war sie in dem Film Three Faces of a Woman zu sehen. Später verliebte sie sich in den italienischen Regisseur Franco Indovina (1932–1972), mit dem sie bis zu seinem Tode liiert war. Nachdem Indovina bei einem Flugzeugunglück ums Leben gekommen war, verbrachte sie den Rest ihres Lebens mit Reisen durch Europa. Öffentliche Auftritte scheute sie und verkehrte nur äußerst selten im internationalen Jetset, da sie an Depressionen litt.
Soraya lebte in den letzten Jahren in Paris und erschien hin und wieder in der Öffentlichkeit. Sie hatte keinen Kontakt zur sechs Jahre jüngeren Farah Diba, der dritten Frau des 1980 verstorbenen Schahs, die nach dem Sturz der Monarchie ebenfalls in Paris wohnte.

### Tod

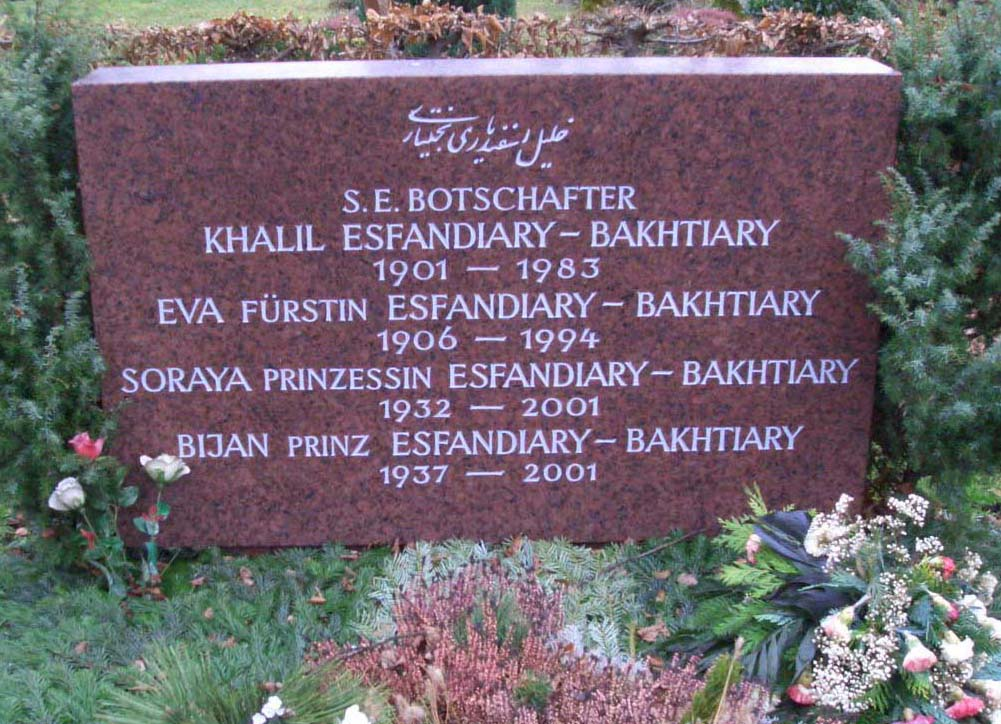
Das Familiengrab der Familie Esfandiary-Bakhtiari auf dem Westfriedhof in München

Soraya starb am 25. Oktober 2001 in ihrer Pariser Wohnung in der Avenue Montaigne 46. Die Trauerfeier fand am 6. November in der Amerikanischen Kathedrale in Paris statt. Trauergäste waren Prinzessin Aschraf Pahlavi, Prinz Gholam Reza Pahlavi, der Graf von Paris, Victor Emanuel von Savoyen, Barbara von Jugoslawien, Nancy Chopard, Rixa von Oldenburg und Ira von Fürstenberg. Die sterblichen Überreste wurden am 16. November auf dem Westfriedhof in München im Familiengrab beigesetzt. Fünf Tage später wurde ihr Bruder dort ebenfalls beigesetzt.
Der ehemalige Stahlbauunternehmer Martin Glässel – „wahrscheinlich der engste Vertraute und platonische Freund, den Soraya in München hatte“ – erinnerte sich wie folgt an das Begräbnis in München:

„Wie des alles g’macht word’n is. Unglaublich. Die ham’s ja eingegraben in der Nacht, gell. In Paris war no’ a Trauerfeier. Und dann is’ nach München überführt word’n. Und dann ham’s es ei’grab’n. Ohne ein Hin und Her. Aufgrab’n, zua. Oiso a Frechheit, gell. Aber, na ja.“

## Verfilmung
Ihre Zeit als Kaiserin des Iran wurde 2004 von Lodovico Gasparini unter dem Titel Soraya mit Anna Valle sowie Erol Sander und Anja Kruse in der Hauptrolle verfilmt.

## Streit um Nachlass
Um ihren Nachlass, dessen Wert mit 4,5 Millionen Euro angegeben wird, wurde bis 2016 gerichtlich gestritten. Das Oberlandesgericht Köln sprach letztlich den beweglichen Teil des Vermögens, u. a. Schmuck und die Einrichtung von Sorayas Pariser Wohnung, drei französischen gemeinnützigen Organisationen zu, die Soraya in ihrem Testament als Erben eingesetzt hatte, falls ihr Bruder Bijan Esfandiary Bakhtiary ohne eheliche Kinder sterbe. Das übrige Vermögen erhielt der Universalerbe von Sorayas Bruder, der nur wenige Tage nach Soraya gestorben war. Er hatte wenige Stunden vor seinem Tod in einer kurzen Notiz seinen Chauffeur und Privatsekretär Hassan F. zu seinem Erben eingesetzt. Dies wurde vom Oberlandesgericht Köln anerkannt.

## Titel
- Ihre Majestät (Malekeh) die Kaiserin von Persien (1951–1956)
- Ihre Kaiserliche Hoheit Prinzessin Soraya Esfandiary-Bakhtiary (1956–2001)

## Auszeichnungen (Auswahl)
- 1955: Sonderstufe des Großkreuzes des Verdienstordens der Bundesrepublik Deutschland

## Werke

### Biografien
- Soraya Esfandiary: Meine eigene Geschichte (1963)
- Prinzessin Soraya: Der Palast der Einsamkeit (1991)

### Filmografie
- 1965: Herrscherin der Wüste. Regie: Robert Day, mit Ursula Andress, Peter Cushing, Christopher Lee.
- 1965: I tre volti (Drei Gesichter einer Frau). Regie: Michelangelo Antonioni und Mauro Bolognini, mit Dino De Laurentiis, Richard Harris, Alberto Sordi. Episodenfilm mit Soraya in 3 Rollen.